# Byron Katie
Byron Kathleen Mitchell, meist Byron Katie, (* 6. Dezember 1942 als Byron Kathleen Reid in Breckenridge, Texas) ist eine US-amerikanische Achtsamkeitslehrerin und Bestsellerautorin, die vor allem als Gründerin der Methode The Work bzw. Inquiry-Based Stress Reduction (IBSR) bekannt ist.

## Leben
Byron Katie wuchs in Südkalifornien auf. Als Geschäftsfrau und Mutter dreier Kinder lebte sie später in der kalifornischen Stadt Barstow. Ab Mitte der 1970er Jahre litt sie an schweren psychischen Problemen (Alkoholismus, Depressionen, Esssucht, Nikotin- und Medikamentenabhängigkeit, Gewalttätigkeit) und war in therapeutischer Behandlung. Ab 1986 entwickelte Byron Katie aus ihrer eigenen überwundenen Krise heraus die Methode The Work, die sie über Bücher, Hörbücher, Videos und Podcasts sowie auf Vortrags- und Workshop-Reisen in vielen Ländern vermittelt.
Byron Katie ist mit dem Autor und Übersetzer Stephen Mitchell verheiratet und lebt in Ojai, Kalifornien.

## The Work
The Work ist eine Methode, bei der belastende Gedanken, Überzeugungen oder Glaubenssätze mit Hilfe eines strukturierten Fragerasters überprüft werden. In der wissenschaftlichen Forschung wird The Work in standardisierter Form angewendet und als Inquiry-Based Stress Reduction (IBSR) (Fragenbasierte Stressverminderung) bezeichnet.

### Grundstruktur
I. In Bezug auf eine konkrete, belastende Situation werden alle stressvollen Gedanken identifiziert und aufgeschrieben.
II. Jeder Gedanke wird durch vier Fragen überprüft:
1. Ist das wahr?
2. Kannst du mit absoluter Sicherheit wissen, dass das wahr ist?
3. Wie reagierst du, was passiert in dir, wenn du diesen Gedanken glaubst?  Mögliche Unterfragen:
  - Welche Gefühle tauchen auf, wenn du diesen Gedanken glaubst?
  - Welche Bilder aus der Vergangenheit und der Zukunft siehst du, wenn du diesen Gedanken glaubst?
  - Wie behandelst du dich und andere Menschen, wenn du diesen Gedanken glaubst?
4. Wer wärst du / bist du ohne den Gedanken?

III. Jeder Gedanke wird umgekehrt:
- zu mir selbst (Bsp. Er hat mich verletzt => Ich habe mich verletzt)
- zur anderen Person (Bsp. Er hat mich verletzt => Ich habe ihn verletzt)
- ins Gegenteil (Bsp. Er hat mich verletzt => a) Er hat mich nicht verletzt b) Er hat mir geholfen)

IV. Für jede Umkehrung werden mindestens drei konkrete Beispiele gesucht, die in der untersuchten Situation genauso wahr oder zutreffender sind als der ursprüngliche Gedanke.

### Name
Der Name „The Work“ ist in den USA seit 2000, in Deutschland seit 2008 als Markenname geschützt. Byron Katie selbst nimmt die Methode jedoch eher als Entdeckung und nicht als Erfindung wahr, leitet also kein Copyright davon ab.

### Praktische Anwendung
The Work wird je nach Kontext eher als Stressbewältigungsverfahren, Selbstcoaching-Methode oder Meditationsform gesehen. Die Anwendungsbereiche sind entsprechend vielfältig (u. a. Stressreduktion, Burnout-Prophylaxe, Resilienzförderung, Persönlichkeitsentwicklung). Die von Byron Katie entwickelte Methode versteht sich ausdrücklich nicht als Therapieverfahren, sondern als achtsame „Form der Selbstbefragung“ (engl. inquiry), die unabhängig von und ergänzend zu anderen Methoden angewandt werden kann – von Menschen jeden Alters, jeder Herkunft und jeder Art von Leidens- oder Lebensgeschichte. Ziel der Anwendung von The Work ist ein weniger stressbelasteter Blick auf die Wirklichkeit und größerer innerer Frieden und Frieden mit der Welt.
Die Methode wird sowohl in begleiteter Form (Coaching bzw. Peer-Coaching) als auch individuell (Selbstcoaching) oder in Gruppen angewandt. In den vergangenen Jahren hat sich die Palette an digitalen Angeboten zu The Work – vermutlich auch pandemiebedingt – deutlich erweitert (z. B. Online-Coaching, Online-Kurse). Auch das Spektrum an Anbietern hat sich deutlich aufgefächert (z. B. Tagungshäuser, Volkshochschulen, Anbieter von Bildungsurlaub). Als erste Hochschule etablierte die Universität Bern ein Angebot für Studierende auf Basis von IBSR ("Dein Unistress-Coach").

## Rezeption

Vgl. ABCDE-Modell in der Rational-Emotiven Therapie nach Albert Ellis

Die Methode von Byron Katie fand in den USA seit Mitte der 1990er Jahre zunehmende Verbreitung. Im deutschen Sprachraum traf The Work erst mit deutlicher Verzögerung auf vergleichbares Echo.
Byron Katie publizierte im Jahr 2002 erstmals ein Buch zu der von ihr entwickelten Methode. Eine deutschsprachige Einführung zu The Work war bereits 1999 von dem Publizisten Moritz Boerner veröffentlicht worden, der frühzeitig auf Parallelen des Verfahrens zur Rational-Emotiven Verhaltenstherapie nach Albert Ellis hinwies. The Work blieb in den ersten Jahren nach diesen Veröffentlichungen im deutschen Sprachraum allerdings zunächst ein Nischenphänomen ohne größere mediale Resonanz.
Mit der Gründung des Verbands für The Work of Byron Katie e.V. (vtw) im Jahr 2009 nahm die Sichtbarkeit der Methode in Deutschland, Österreich und der Schweiz zu. In verschiedenen Ländern wurden Studien dazu durchgeführt. Mit der stärkeren Evidenzbasierung des von Byron Katie entwickelten Frageverfahrens setzte ein breiteres öffentliches Interesse ein. So ordneten etwa die Frankfurter Allgemeine Zeitung sowie die Zeitschrift Psychologie Heute The Work als eine geeignete Methode ein, um belastende Überzeugungen zu hinterfragen.
Im Jahr 2021 wurden die Ergebnisse aller der bislang vorliegenden empirischen Studien zu The Work bzw. IBSR für einen wissenschaftlichen Überblicksartikel im Journal of Clinical Psychology gesichtet. Dabei wurden 17 internationale Studien berücksichtigt, davon 3 randomisiert-kontrollierte Untersuchungen. Nach Einschätzung der Autorinnen und Autoren liegen bereits einzelne Forschungsergebnisse zu IBSR/The Work vor. Um die Wirksamkeit und Effizienz des Verfahrens in unterschiedlichen Kontexten besser zu verstehen, seien jedoch weitere Studien mit methodisch hochwertigem Forschungsdesign notwendig. Auch die Einordnung der Methode in das Spektrum kognitiver Verfahren ist Gegenstand fortlaufender Diskussion. In jüngeren Forschungsbeiträgen wird die Ähnlichkeit der von Byron Katie entwickelten Methode mit achtsamkeitsbasierten Interventionen innerhalb der sogenannten „Dritten Welle“ der Kognitiven Verhaltenstherapie unterstrichen, insbesondere ACT nach Steven C. Hayes. Wiederholt wird auch auf Parallelen zu Fragetechniken in Systemischer Beratung und Therapie hingewiesen.

## Werke
- Lieben was ist – Wie vier Fragen Ihr Leben verändern können. Mit Stephen Mitchell. Goldmann, München 2002, ISBN 3-442-33650-3
- Ich brauche deine Liebe – ist das wahr? Liebe finden, ohne danach zu suchen. Mit Michael Katz. Goldmann, München 2012,  ISBN 3-442-21979-5
- Byron Katie über Arbeit und Geld. Goldmann, München 2006, ISBN 3-442-33768-2
- Byron Katie über Eltern und Kinder. Goldmann, München 2006, ISBN 3-442-33772-0
- Byron Katie über Gesundheit, Krankheit und Tod. Goldmann, München 2006, ISBN 3-442-33771-2
- Byron Katie über Liebe, Sex und Beziehungen. Goldmann, München 2006, ISBN 3-442-33770-4
- Byron Katie über Selbstverwirklichung. Goldmann, München 2006, ISBN 3-442-33769-0
- Eintausend Namen für Freude – Leben in Harmonie mit dem Tao. Mit Stephen Mitchell. Goldmann, München 2007, ISBN 3-442-33791-7
- Wer wäre ich ohne mein Drama? Konfliktlösungen mit „The Work“. Goldmann, München 2009, ISBN 3-442-21885-3.
- Ich liebe was ist: Freiheit finden in einer Welt des Leidens. Mit Stephen Mitchell. Arkana, München 2017, ISBN 3-442-34226-0
- Tiger-Tiger, ist es wahr? Vier Fragen, die dich wieder lächeln lassen. (Kinderbuch: 36 Monate – 6 Jahre mit Hans Wilhelm). Palaysia, Gronau 2010, ISBN 3-9811752-7-1